# 三岔河大桥
三岔河特大桥是青藏铁路一座桥梁，位于青海省格尔木市纳赤台上游15公里处，海拔3700米。三岔河特大桥是青藏铁路桥墩最高的桥梁，全长690.19米，最高的桥墩高达54.1米。桥梁于2001年8月22日由中铁十四局集团三公司开工建设，至2002年7月24日完工，2006年7月正式通车。桥梁采用了低温早强耐久高性能混凝土，克服了零下20度环境下的混凝土施工的难题。